# エルニド
エルニド（El Nido）は、フィリピンの地域。パラワン諸島の北部に位置する。環境保護区に指定されており、観光地としても有名。現地の言葉で「海燕の巣」という意味。「神が創造した最後の秘境」と言われる。

## ギャラリー

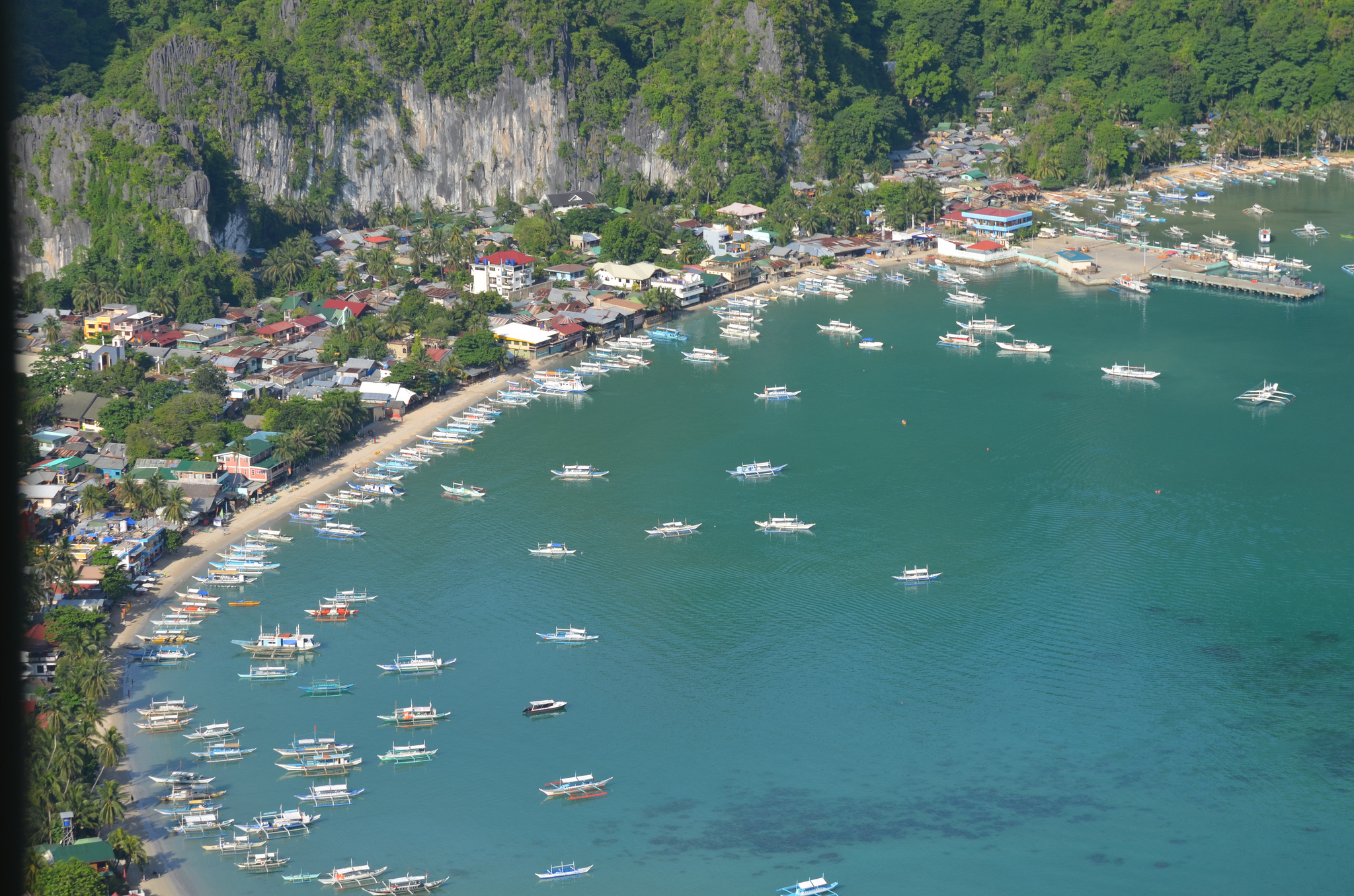
エルニド
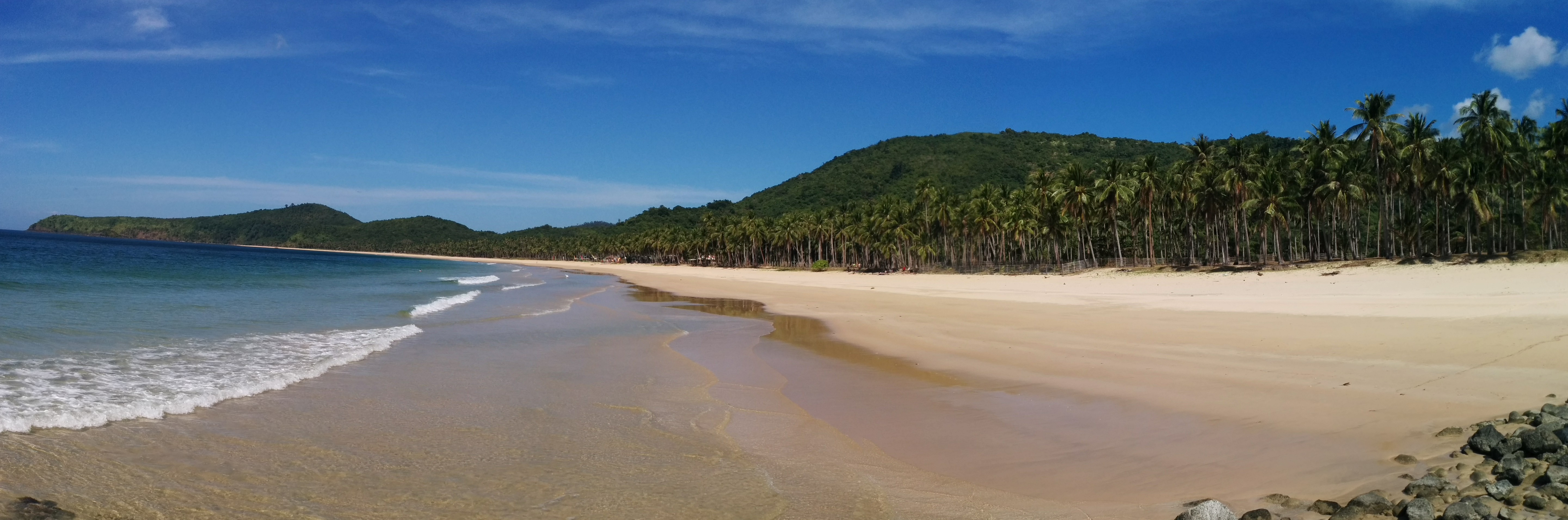
ナクパンのビーチ
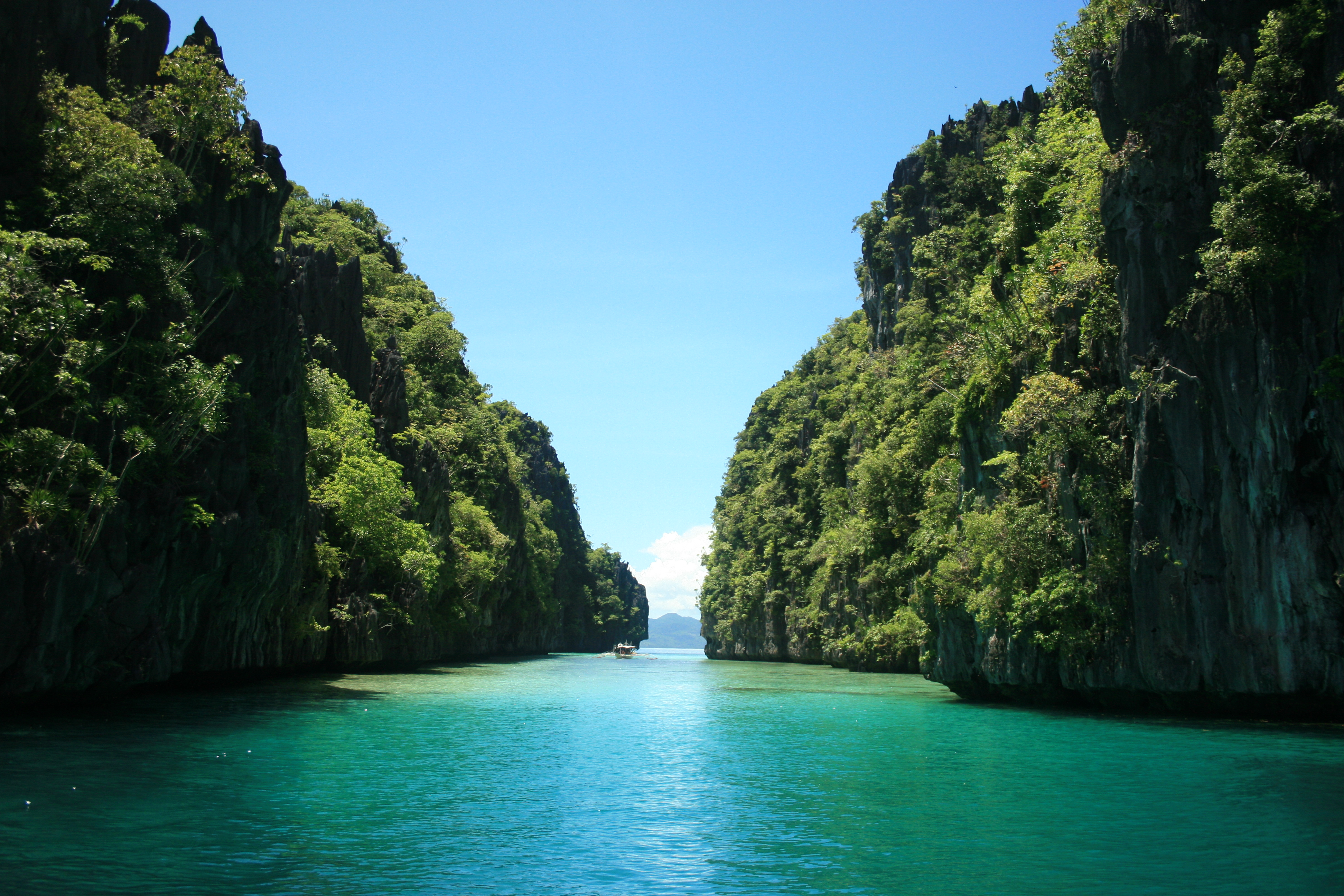
パラワン、ビッグラグーン
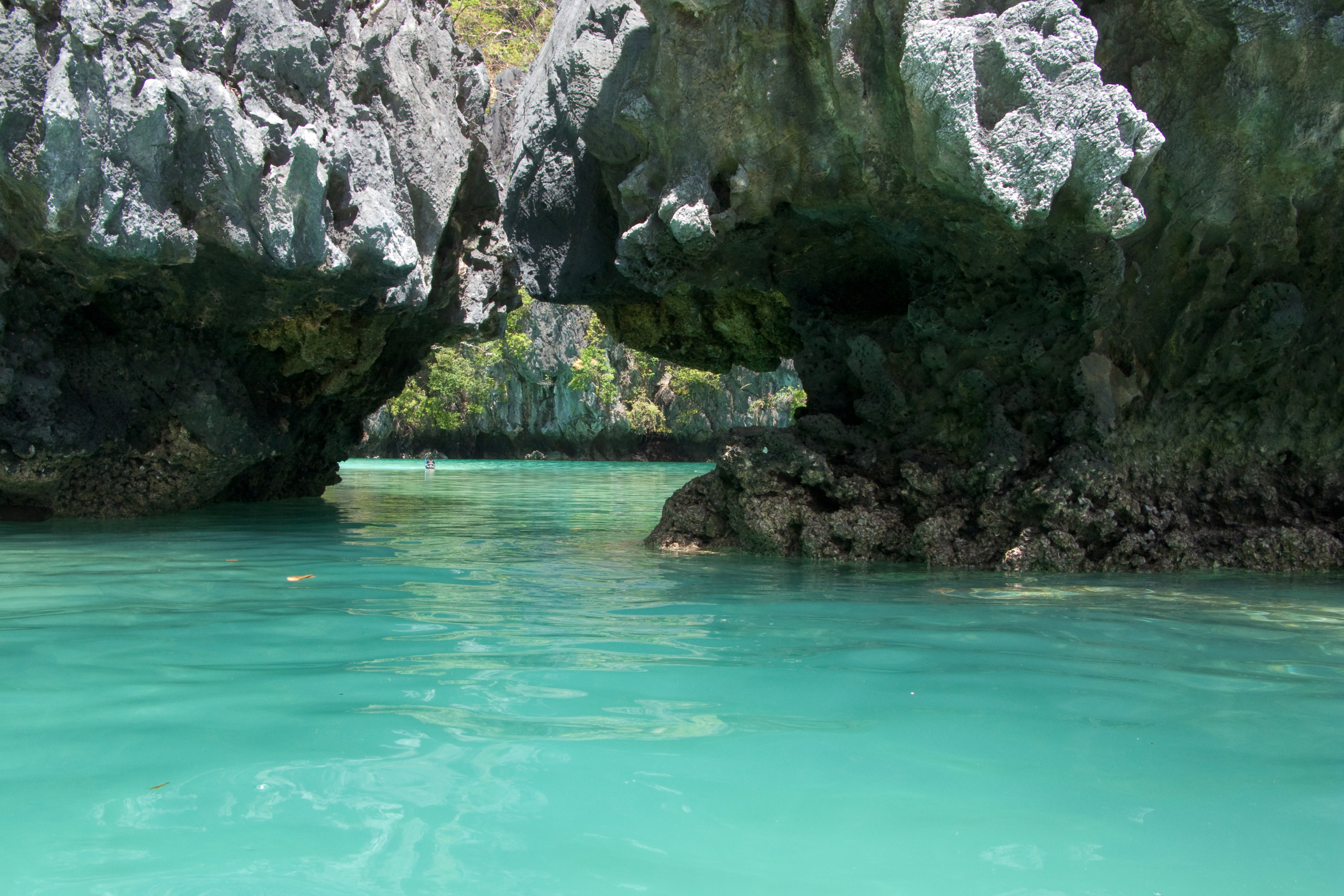
パラワン、ビッグラグーン
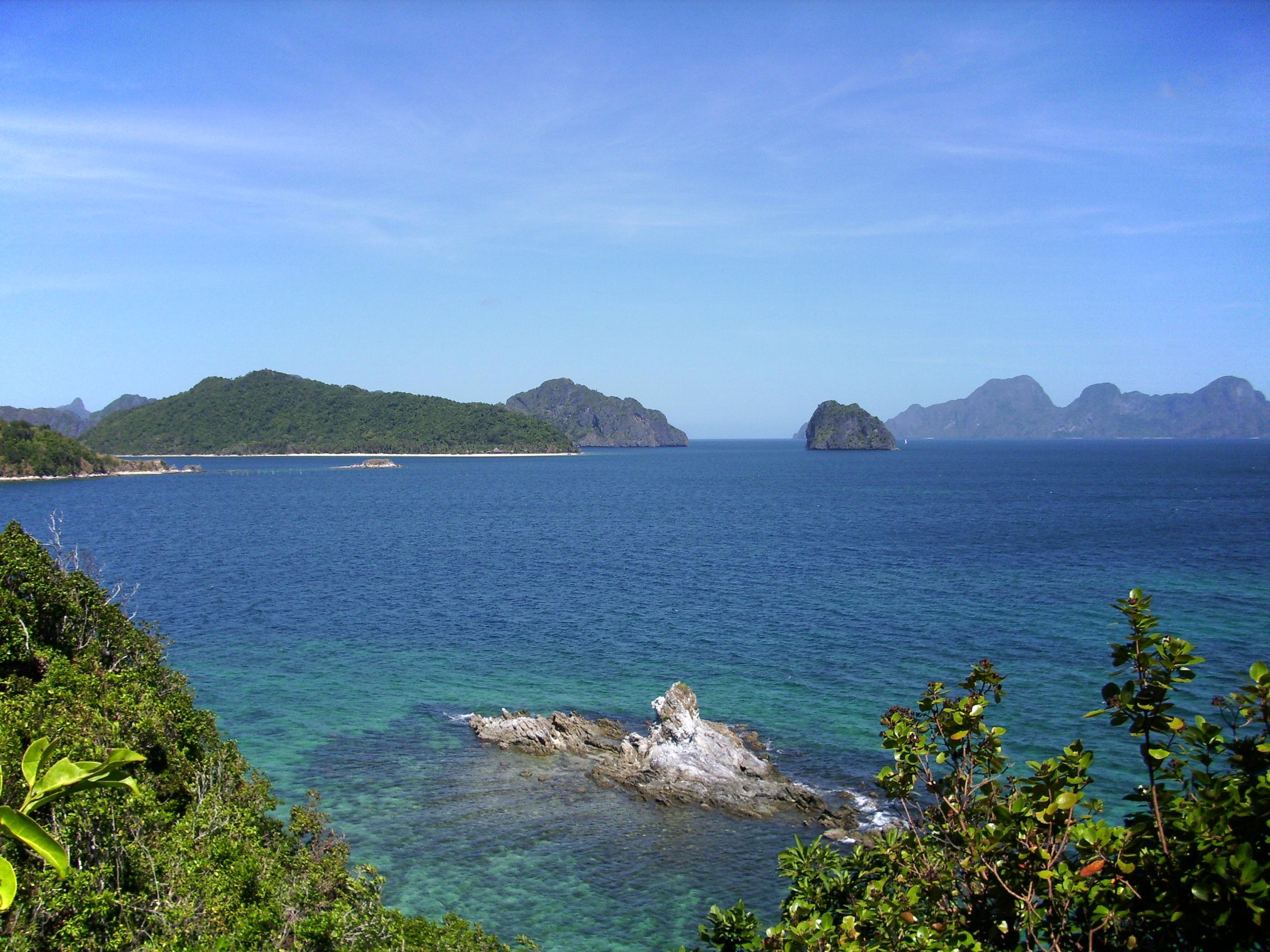
パラワン県
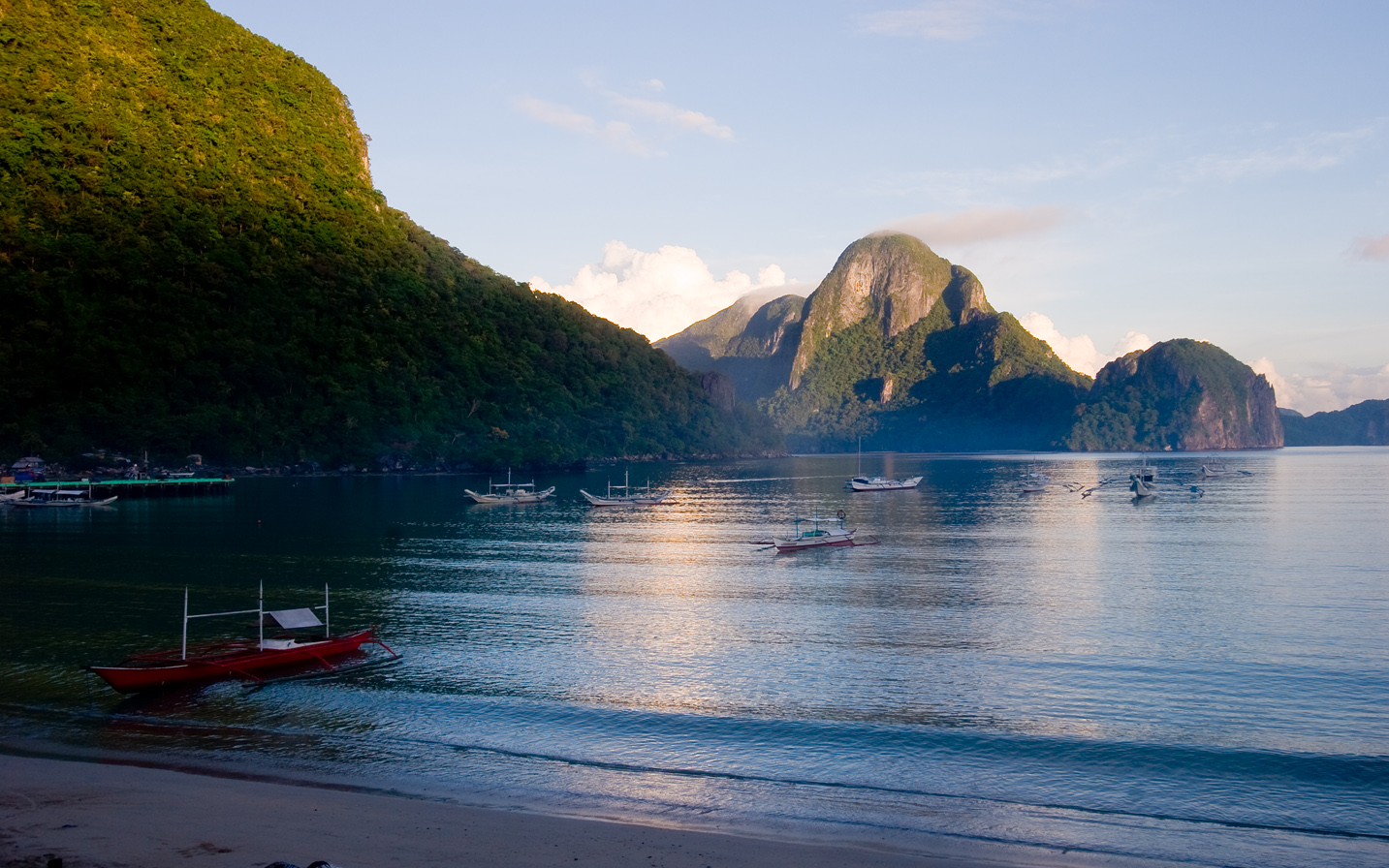
カドラオ島
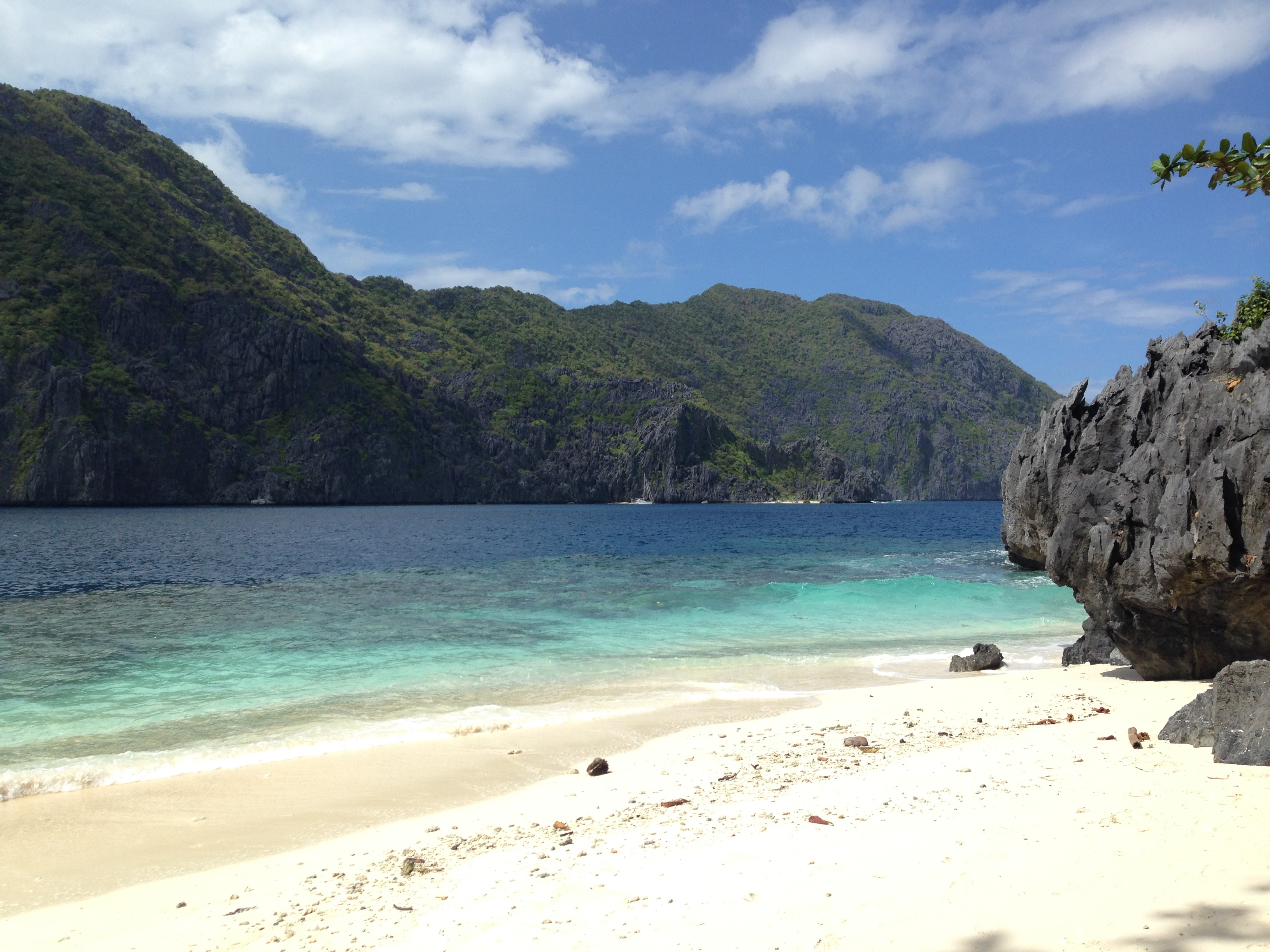
マティンロック島のビーチ
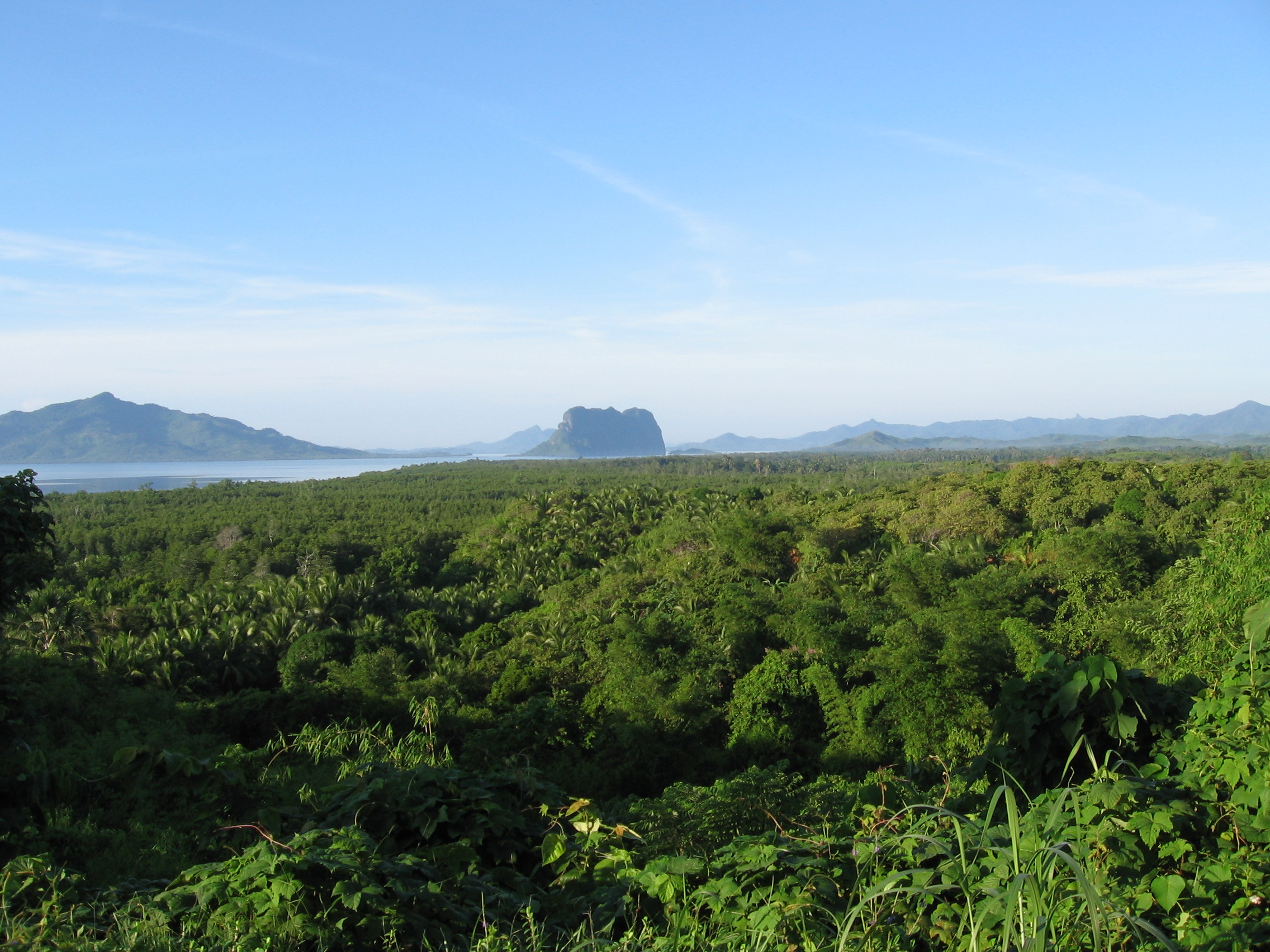
エルニド、マングローブ林
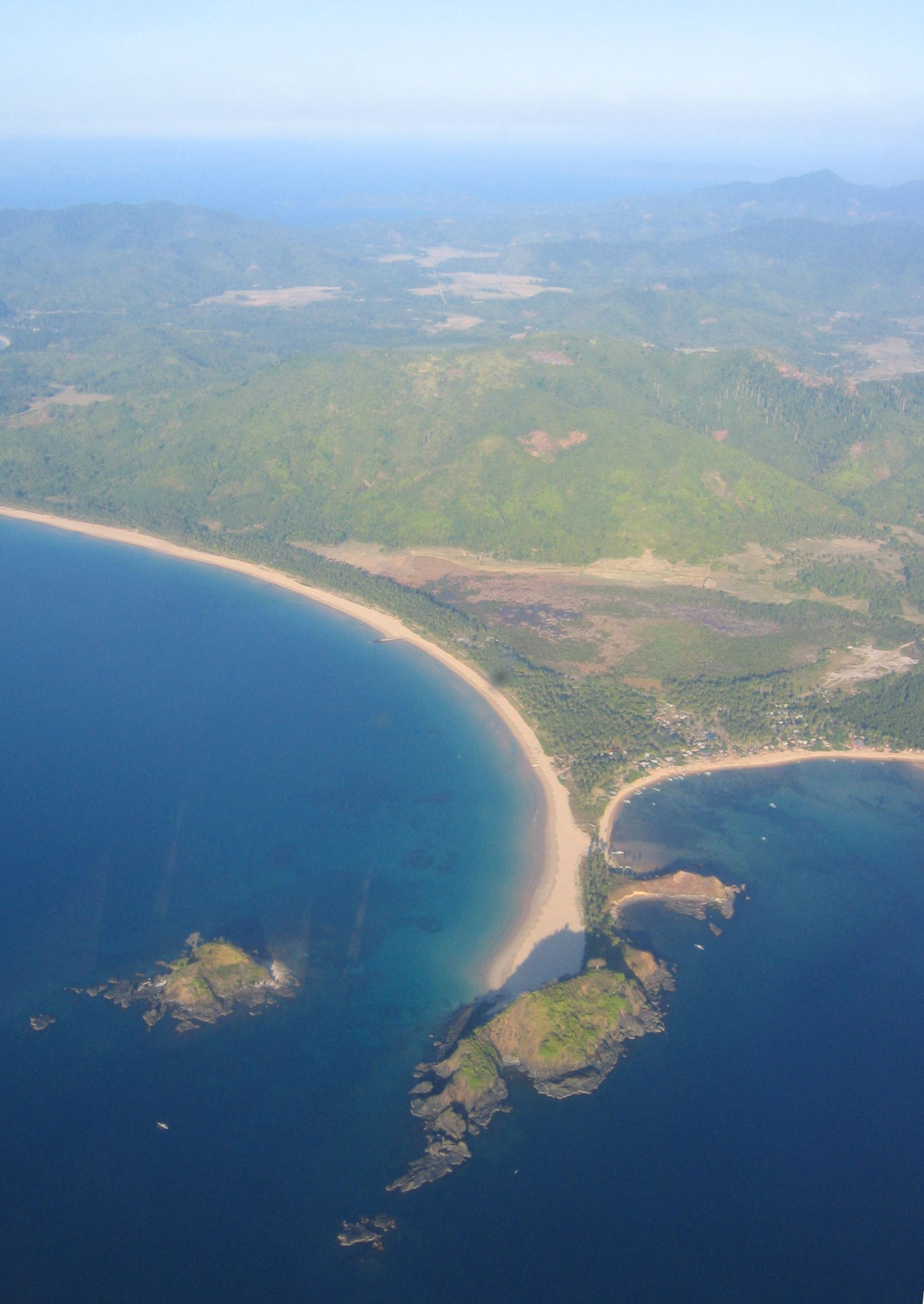
ナクパンとカリタンのビーチ
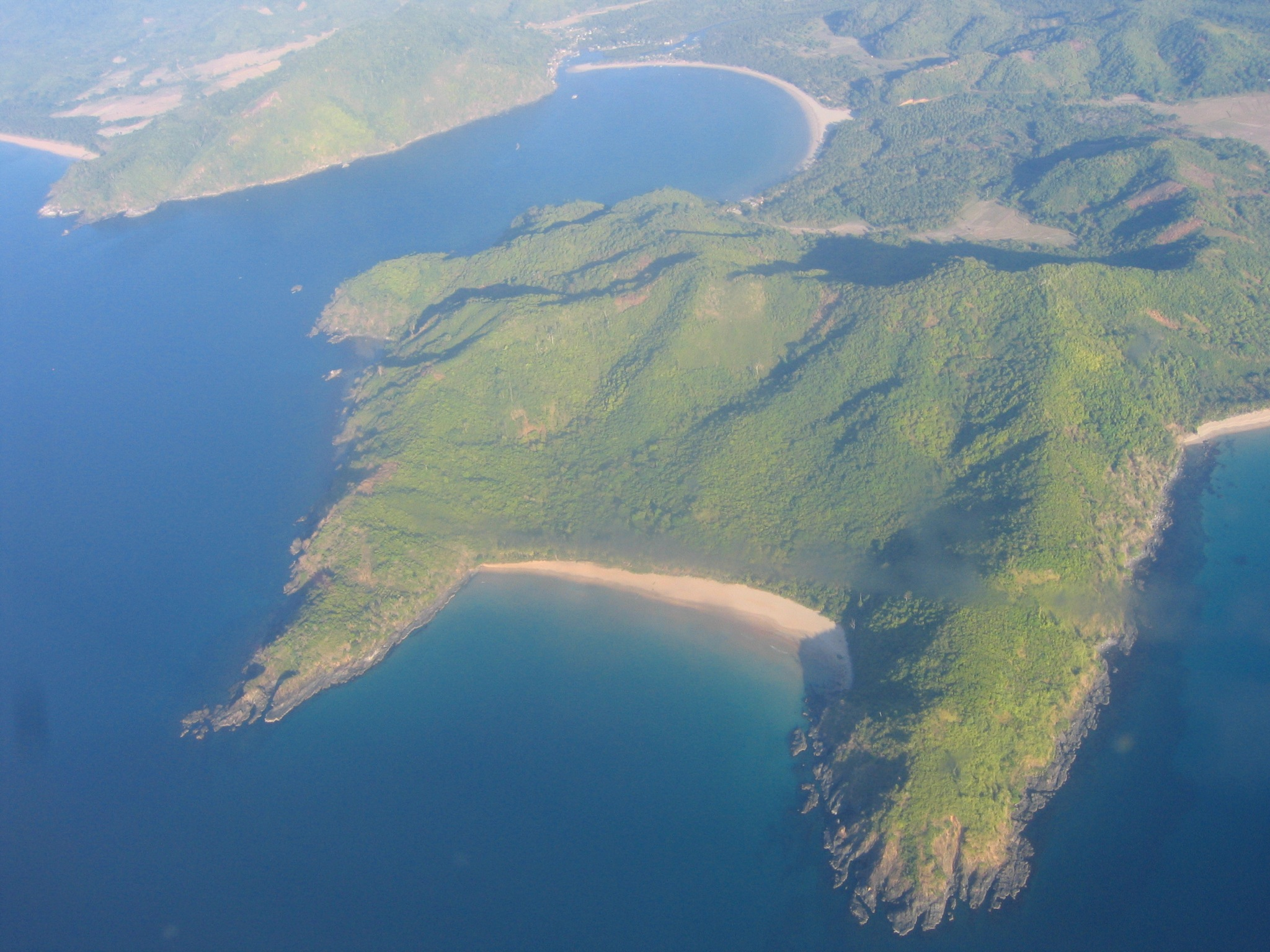
ブカナ、エルニドの北